# Nicole Johänntgen
Nicole Johänntgen (4 septembre 1981 à Fischbach-Camphausen, commune de Quierschied) est une musicienne de jazz (saxophone alto et soprano) et compositrice allemande.

## Biographie
Johänntgen vient d'une famille de musiciens et fréquente dès l'âge de cinq ans l'école de musique Sulzbach-Fischbachtal. À l'âge de six ans, elle commence à jouer du piano classique. À l'âge de douze ans, elle passe au saxophone alto et est influencée par Candy Dulfer.
Elle joue dans des combos de jazz et dans l'orchestre de jazz pour jeunes de la Sarre.
Elle étudie avec Jürgen Seefelder à la Staatliche Hochschule für Musik Mannheim, où elle termine des études de troisième cycle en composition et arrangement jusqu'en 2006. Elle y reçoit des leçons du conférencier invité Phil Woods.
En 1998, elle fonde avec son frère Stefan Johänntgen (claviers), Christian Konrad (basse) et Elmar Federkeil (batterie) le groupe Nicole Jo. 2B Funky, qui présente un premier album en mars 1999. Pour son cinquième album Go on, Christian Konrad est remplacé à la basse par Phillip Rehm. Alors que sa musique s'ouvre de plus en plus à d'autres influences telles que le funk, le groupe est renommé Nicole Jo. L'album Colors sort en novembre 2014.
Elle joue également avec le trio féminin Minou, l'European Swinging Orchestra, le Tritonus et les Sisters in Jazz, ainsi qu'avec le trio de Rémi Panossian, élargi en quintet avec Frederik Köster. En 2011, elle se produit au Festival Women in Jazz de Halle avec le groupe Respect aux côtés de Lars Danielsson. Depuis l'été 2014, elle se produit régulièrement avec le guitariste suisse et chanteur-compositeur Peter Finc. En 2015, elle rencontre au festival de jazz d'Ystad Izabella Effenberg, Naoko Sakata, Ellen Andrea Wang et d'autres musiciens avec qui elle forme Sisters in Jazz.
Au cours de son séjour en 2016 à New York, Johänntgen fait un voyage à La Nouvelle-Orléans, où elle enregistre, avec trois jeunes musiciens de jazz américains, de nouvelles compositions dans le style jazz Nouvelle-Orléans sur l'album Henry.
Johänntgen a lancé le projet Sofia (soutien des artistes improvisatrices). Ce projet concerne la formation continue et la promotion des jeunes musiciennes européennes, visant à la création de réseaux au sein de l'industrie de la musique (musiciens, organisateurs, agences de réservation, labels, etc.).
Nicole Johänntgen vit depuis 2005 dans son pays d'adoption, à Zurich.

## Prix et récompenses
- Prix du Saarländischer Rundfunk et du Sparkassen Finanzgruppe Saar[2].
- 2003 : concours de saxophone Yamaha dans la catégorie Jazz / Professional à Berlin.
- 2006 : concours de jeunes solistes de Jazz à Fribourg.
- 2011 : concours des solistes de jazz à Monaco[3].
- 2015 : JTI Trier Jazz Award[4].

## Discographie
- 2014 : Colors (avec Stefan Johänntgen, Phillip Rehm et Elmar Federkeil)
- 2015 : Moncaup (avec Marc Méan, Thomas Lähns, Bodek Janke et Nehad El Sayed, Amro Mostafa, Robertson Head)
- 2016 : Henry (avec Jon Ramm, Steven Glenn et Paul Thibodeaux)
- 2019 : Cæcilie Norby, Rita Marcotulli, Nicole Johänntgen, Hildegunn Øiseth, Dorota Piotrowska, Lisa Wulff : Sisters en jazz (ACT et Marilyn Mazur)
- 2019 : Solo (Selmabird)